# Barbara Taranowska
Barbara Taranowska (ur. 11 grudnia 1946 w Mościskach koło Zamościa, zm. 26 marca 1998), uczona polska, doktor nauk botanicznych, pracownik Uniwersytetu Marii Curie-Skłodowskiej w Lublinie.
Szkołę średnią ukończyła w Hrubieszowie, w 1971 uzyskała magisterium w zakresie botaniki na Uniwersytecie Marii Curie-Skłodowskiej. W tymże roku zatrudniła się na lubelskiej uczelni w charakterze stażystki w Katedrze Systematyki i Geografii Roślin; samodzielnym pracownikiem została w 1974, specjalistą trzy lata później, starszym specjalistą w 1990. W 1980 uzyskała stopień doktora, wypromowana przez profesora Dominika Fijałkowskiego. W 1992 po przekształceniach organizacyjnych na UMCS przeszła do Zakładu Geobotaniki, kierowanego przez profesora Floriana Święsa. Była wieloletnią aktywną działaczką Lubelskiego Oddziału Polskiego Towarzystwa Botanicznego.
W pracy naukowej zajmowała się głównie roślinnością segetalną, szczególnie zróżnicowaniem i rozmieszczeniem zbiorowisk roślinności segetalnej na Lubelszczyźnie oraz ekologią i sukcesją tych zbiorowisk. Była autorką lub współautorką około 40 publikacji, m.in.
- Wstępne badania nad uprawą Centaurium umbellatum Gilib. (z D. Fijałkowskim, "Wiadomości Botaniczne", 1973),
- Stan zagrożenia łanów roślin uprawnych przez chwasty w byłym województwie lubelskim (z D. Fijałkowskim, w: Wyniki badań nad rozmieszczeniem niektórych chwastów segetalnych w różnych regionach kraju, Puławy 1977),
- Zmiany zachwaszczenia pól uprawnych na czarnoziemach w Hrubieszowie (z D. Fijałkowskim i Krystyną Sawą, w: Dynamika zachwaszczenia pól uprawnych. Materiały Krajowego Sympozjum, Wrocław 25-26 VI 1987, Puławy 1987),
- Zmiany w zachwaszczeniu wybranych pól uprawnych na Lubelszczyźnie w latach 1973-1986 (z D. Fijałkowskim i K. Sawą, "Zeszyty Naukowe Akademii Rolniczej w Krakowie", 1992),
- Analiza zachwaszczenia upraw na różnych typach gleb (w: Niektóre aspekty ekologii chwastów segetalnych. Materiały III Krajowej Konferencji zorganizowanej w ramach realizacji problemu 104. Szczecin, 28–30 VI 1979, Szczecin 1979),
- Zbiorowiska roślin segetalnych ("Annales Universitatis Mariae Curie-Skłodowska", Sectio C, 1983).

Spoczywa na cmentarzu w Dąbrowicy.